# Tournoi Mansour Lahrizi
Le Tournoi Mansour Lahrizi est une compétition amicale de basket-ball marocaine créé en 2007 et qui met aux prises 8 équipes.
Elle est bâtie sur le modèle de la Semaine des As française, mais à la différence de celles-ci, elle se déroule avant le début de la phase régulière du championnat.
Mohamed Mansour Lahrizi est l'ancien président de la fédération marocaine de basketball, il meurt le 19 octobre 2006. Lahrizi était un grand personnage du sport Marocain, de même qu'il est membre fondateur des fédérations marocaines de basket-ball, de handball, de volley-ball et de la confédération africaine d'athlétisme.

## Palmarès
| Saison | Vainqueur       | Finaliste   | Score   |
| ------ | --------------- | ----------- | ------- |
| 2007   | Raja CA         | IRT Tanger  | 79 - 71 |
| 2008   | AS Salé         | ITHRI Nador | 89 - 61 |
| 2009   | MAS de Fès      | AS Salé     | 76 - 72 |
| 2010   | Sport Plazza BC | AS Salé     | 70 - 68 |
| 2011   | AS Salé         | MAS de Fès  | -       |

## Bilan
| Club            | Vainqueur | Finaliste | Années     |
| --------------- | --------- | --------- | ---------- |
| AS Salé         | 2         | 2         | 2008, 2011 |
| MAS de Fès      | 1         | 1         | 2009       |
| Sport Plazza BC | 1         | 0         | 2010       |
| Raja CA         | 1         | 0         | 2007       |
| IRT Tanger      | 0         | 1         |            |
| ITHRI Nador     | 0         | 1         |            |